# Chora albiapicalis
Chora albiapicalis är en fjärilsart som beskrevs av M.Gaede 1938. Chora albiapicalis ingår i släktet Chora och familjen trågspinnare. Inga underarter finns listade i Catalogue of Life.